# Serafim Shyngo-Ya-Hombo
Serafim Shyngo-Ya-Hombo (Quibala, 6 de fevereiro de 1945) é o bispo-emérito de Mabanza Congo.
Serafim Shyngo-Ya-Hombo ingressou na Ordem dos Capuchinhos (OFMCap) e foi ordenado sacerdote em 1º de agosto de 1971.
Em 26 de março de 1990, o Papa João Paulo II o nomeou bispo auxiliar de Luanda e bispo titular de Aquae na Dácia. O Arcebispo de Luanda, Alexandre do Nascimento, o consagrou em 24 de junho do mesmo ano; Os co-consagradores foram Fortunato Baldelli, Delegado Apostólico em Angola, e Zacarias Kamwenho, Bispo de Sumbe.
Em 29 de maio de 1992 foi nomeado Bispo de Mabanza Congo. Ele renunciou ao cargo em 17 de julho de 2008.